# Liste der Bürgermeister von Prag
Das Amt des Bürgermeisters in Prag entstand im Jahre 1784. Damals hatte der Kaiser Joseph II. die vier bisher selbstständigen Nachbargemeinden Hradčany (Hradschin), Malá Strana (Kleinseite), Staré Město (Prager Altstadt) und Nové Město (Prager Neustadt) in eine neue Verwaltungseinheit „Stadt Prag“ zusammengeschlossen. Die tschechische Bezeichnung für das Bürgermeisteramt war ursprünglich „purkmistr“ (Bürgermeister), seit 1882 „starosta“ (Bürgermeister) und seit 1922 „primátor“ (Oberbürgermeister).

## Bis 1918

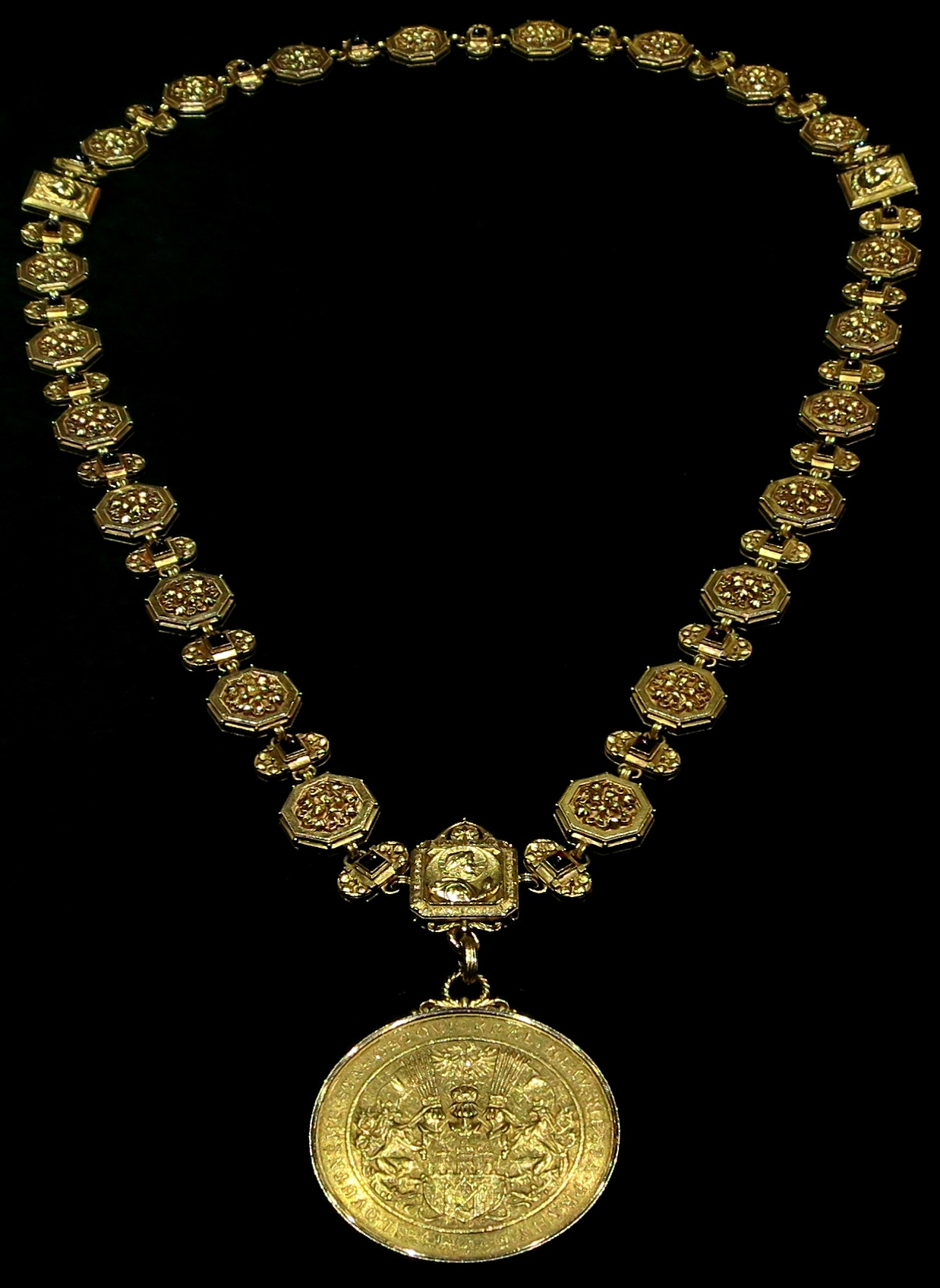
Goldkette des Prager Bürgermeisters, von Antonín Balšánek 1898 entworfene Insigne

Hier sind die Bürgermeister der königlichen Hauptstadt Prag bis zum Ende der Habsburgermonarchie aufgeführt:
|    | Amtsperiode | Name                                                                                    | Bemerkung           |
| -- | ----------- | --------------------------------------------------------------------------------------- | ------------------- |
| 1  | 1784–1788   | Bernard August Zahořansky von Worlik (Bernard Augustin Zahořanský z Vorlíka; 1738–1790) | Der erste purkmistr |
| 2  | 1788–1799   | Andreas Steiner von Steinern (Ondřej Steiner ze Steinerů; 1749–1810)                    |                     |
| 3  | 1800–1804   | Johann Heinrich Neuber (Jan Jindřich Neuber; 1733–1808)                                 |                     |
| 4  | 1804–1810   | Andreas Steiner von Steinern (Ondřej Steiner ze Steinerů)                               |                     |
| 5  | 1811–1819   | Johann Georg Karl (Jan Jiří Karl; 1750–1819)                                            |                     |
| 6  | 1820–1823   | Joseph Kirpal (Josef Kirpal; 1771–1823)                                                 |                     |
| 7  | 1825–1838   | Peter von Sporschill (Petr Sporschil; 1770–1838)                                        |                     |
| 8  | 1838–1848   | Joseph von Müller (Josef Müller z Jiřetína; 1792–1862)                                  |                     |
| 9  | 1848–1848   | Anton Strobach (Antonín Strobach; 1814–1856)                                            |                     |
| 10 | 1848–1848   | Thomas Pstross (Tomáš Pštross; 1795–1876)                                               |                     |
| 11 | 1848–1861   | Wenzel Wanka Edler von Rodlow (Václav Vaňka z Rodlova 1798–1872)                        |                     |
| 12 | 1861–1863   | Franz Wenzel Pštroß (František Václav Pštross; 1823–1863)                               |                     |
| 13 | 1863–1867   | Václav Bělský                                                                           |                     |
| 14 | 1868–1869   | Karel Leopold Klaudy                                                                    |                     |
| 15 | 1870–1873   | František Dittrich                                                                      |                     |
| 16 | 1873–1876   | Josef Huleš                                                                             |                     |
| 17 | 1876–1882   | Emilián Skramlík                                                                        |                     |
| 18 | 1882–1885   | Tomáš Černý                                                                             | Der erste starosta  |
| 19 | 1885–1887   | Ferdinand Vališ                                                                         |                     |
| 20 | 1887–1893   | Jindřich Šolc                                                                           |                     |
| 21 | 1893–1896   | Čeněk Gregor                                                                            |                     |
| 22 | 1897–1900   | Jan Podlipný                                                                            |                     |
| 23 | 1900–1906   | Vladimír Srb                                                                            |                     |
| 24 | 1906–1918   | Karel Groš                                                                              |                     |

## Nach 1918
Hier sind die Bürgermeister in der Tschechoslowakei, im Protektorat Böhmen und Mähren sowie in der Tschechischen Republik aufgeführt:
|    | Amtsperiode | Name             | Bemerkung          |
| -- | ----------- | ---------------- | ------------------ |
| 25 | 1918–1919   | Přemysl Šámal    |                    |
| 26 | 1919–1937   | Karel Baxa       | Der erste primátor |
| 27 | 1937–1939   | Petr Zenkl       |                    |
| 28 | 1939–1940   | Otakar Klapka    |                    |
| 29 | 1940–1945   | Alois Říha       |                    |
| 30 | 1945        | Václav Vacek     |                    |
| 31 | 1945–1946   | Petr Zenkl       |                    |
| 32 | 1946–1954   | Václav Vacek     |                    |
| 33 | 1954–1964   | Adolf Svoboda    |                    |
| 34 | 1964–1970   | Ludvík Černý     |                    |
| 35 | 1970–1981   | Zdeněk Zuska     |                    |
| 36 | 1981–1988   | František Štafa  |                    |
| 37 | 1988–1989   | Zdeněk Horčík    |                    |
| 38 | 1989–1990   | Josef Hájek      |                    |
| 39 | 1990–1991   | Jaroslav Kořán   |                    |
| 40 | 1991–1993   | Milan Kondr      |                    |
| 41 | 1993–1998   | Jan Koukal       |                    |
| 42 | 1998–2002   | Jan Kasl         |                    |
| 43 | 2002        | Igor Němec       |                    |
| 44 | 2002–2010   | Pavel Bém        |                    |
| 45 | 2010–2013   | Bohuslav Svoboda |                    |
| 46 | 2013–2014   | Tomáš Hudeček    |                    |
| 47 | 2014–2018   | Adriana Krnáčová |                    |
| 48 | 2018–2023   | Zdeněk Hřib      |                    |
| 49 | 2023–       | Bohuslav Svoboda |                    |